# Nyctiphanes couchii
Nyctiphanes couchii is een krillsoort uit de familie van de Euphausiidae. De wetenschappelijke naam van de soort is voor het eerst geldig gepubliceerd in 1853 door Bell.